# Peltorhamphus latus
Peltorhamphus latus — вид лучепёрых рыб из семейства ромбосолеевых. Максимальная длина тела 17,5 см. Морская донная рыба, встречается на глубине 1—55 м (обычно 1—25 м). Обитает в умеренных водах юго-западной части Тихого океана: у побережья острова Норфолк и Новой Зеландии. Держится в гаванях и бухтах. Безвредна для человека и не является объектом промысла.